# Exploatarea Minieră Dâlja
Exploatarea Minieră Dâlja a fost o exploatare minieră aflată pe teritoriul satului Dâlja Mare din județul Hunedoara.
Mina Dâlja a fost înființată în anul 1867 și a funcționat până în 1931.
În anul 1964 a fost reluată activitatea extractivă, însă în 1999 EM Dâlja a fost închisă.
Subunitatea minieră a intrat în conservare în 2004.